# Setiptilin
Setiptilin (Tecipul, teciptilin) je tetraciklični antidepresiv (TeCA) koji deluje kao noradrenergički i specifični serotonergički antidepresiv (NaSSA). Kompanija Močida ga je plasirala na tržište 1989. godine kao lek za tretman depresije u Japanu.

## Hemija
Setiptilin sadrži tetracikličnu strukturu. On je analog mijanserina i mirtazapina. Setiptilin je delta(13b,4a),4a-karba-mianserin, dok je mirtazapin 6-aza-mianserin.

## Farmakologija
Setiptilin deluje kao inhibitor preuzimanja norepinefrina, antagonist α2-adrenergičkog receptora, i antagonist serotoninskih receptora,  i/ili , kao i inverzni agonist H1 receptor.

## Literatura
- Buschmann, H.; Torrens, A.; Vela, J. M. (2007). Antidepressants, Antipsychotics, Anxiolytics: From Chemistry and Pharmacology to Clinical Application. 1. Wiley VCH. стр. 248. ISBN 978-3-527-31058-6.[мртва веза]